# Josef Prošek (politik)
Josef Prošek (21. března 1865 Zbrašín – 12. prosince 1937 Vrbno nad Lesy) byl český a československý politik a meziválečný senátor Národního shromáždění ČSR za Republikánskou stranu zemědělského a malorolnického lidu.

## Biografie
Politicky aktivní byl již za Rakouska-Uherska. Ve volbách do Říšské rady roku 1911 se stal poslancem Říšské rady (celostátní parlament), kam byl zvolen za okrsek Čechy 34. Usedl do poslanecké frakce Klub českých agrárníků. Ve vídeňském parlamentu setrval do zániku monarchie.
V parlamentních volbách v roce 1925 získal senátorské křeslo v československém Národním shromáždění. V senátu setrval do roku 1929.
Profesí byl rolníkem a předsedou okresní správní komise, bytem ve Vrbně (okres Louny).